# William Bowman (szermierz)
William Law Bowman (ur. 28 lipca 1881 w Pittston, zm. 7 stycznia 1947 w Nowym Jorku) – szermierz, szpadzista reprezentujący USA, uczestnik letnich igrzysk olimpijskich w Sztokholmie w 1912 roku.
Absolwent Uniwersytetu Cornella i Uniwersytetu Harvarda na wydziale prawa (Harvard Law School).
Jego młodszy brat Roscoe Bowman był również szermierzem, olimpijczykiem z 1900, a następnie oficerem United States Navy. dochodząc do stopnia kontradmirała. 